# Amaurobius sharmai
Amaurobius sharmai là một loài nhện trong họ Amaurobiidae.
Loài này thuộc chi Amaurobius. Amaurobius sharmai được miêu tả năm 2008 bởi Bastawade.